# Privacy Enhanced Mail
Privacy Enhanced Mail (PEM) ist ein Konzept, welches diverse Sicherheitsdienste (Vertraulichkeit, authentischer Datenursprung, Herkunftsbeweis) für E-Mails definiert. PEM wurde um 1990 entworfen und ist von der Internet Engineering Task Force nur noch als historisch eingestuft. Die Zertifizierungsstellen sind hierarchisch organisiert. Benutzer von PEM müssen jede Nachricht unterschreiben. Es ist für sie nicht möglich, anonyme Botschaften zu versenden.
Bei PEM hat jeder die Möglichkeit, die Unterschrift zu überprüfen, auch wenn die Nachricht selbst nicht gelesen werden kann.
PEM ist beschränkt auf den American Standard Code for Information Interchange. Eine Synthese von PEM und Multipurpose Internet Mail Extensions waren die MIME Object Security Services (MOSS).
PEM war ein umfangreiches Konzept, das nie in Gänze produktiv genutzt wurde. Einzig das innerhalb des Konzepts beschriebene Dateiformat zum Austausch hat sich verbreitet und wurde 2015 als RFC 7468 (Textual Encodings of PKIX, PKCS, and CMS Structures) erneut veröffentlicht, nachdem die ursprünglichen RFC-Standards außer Kraft gesetzt wurden.

## Beispiel
```
-----BEGIN CERTIFICATE-----
MIID+zCCAuOgAwIBAgIJAPpM41+Ygd3NMA0GCSqGSIb3DQEBBQUAMIGTMQswCQYD
VQQGEwJVUzEQMA4GA1UECAwHQWxhYmFtYTETMBEGA1UEBwwKTW9udGdvbWVyeTEQ
```

[...]
```
iIbOnKy3AsW+QnRsse7eOMsSj5EEwhAsCiXJD0GQFQMZo4Rn3zmBcB4prI+FsTdF
EnNNWeSwYR6zjRDWpr+Y
-----END CERTIFICATE-----
```

## Normen und Standards
- J. Linn: RFC: 1421 – Privacy Enhancement for Internet Electronic Mail: Part I: Message Encryption and Authentication Procedures. Februar 1993 (löst RFC 1113 ab, Historisch, englisch).
- S. Kent: RFC: 1422 – Privacy Enhancement for Internet Electronic Mail: Part II: Certificate-Based Key Management. Februar 1993 (löst RFC 1114 ab, Historisch, englisch).
- D. Balenson: RFC: 1423 – Privacy Enhancement for Internet Electronic Mail: Part III: Algorithms, Modes, and Identifiers. Februar 1993 (löst RFC 1115 ab, Historisch, englisch).
- B. Kaliski: RFC: 1424 – Privacy Enhancement for Internet Electronic Mail: Part IV: Key Certification and Related Services. Februar 1993 (Historisch, englisch).
- S. Josefsson: RFC: 7468 – Textual Encodings of PKIX, PKCS, and CMS Structures. April 2015 (PROPOSED STANDARD, Errata Exist, englisch).